# Tomažini
Tomažini – wieś w Słowenii, w gminie Velike Lašče. W 2018 roku liczyła 40 mieszkańców.